# Speak
Ștefan Sprianu (n. 24 octombrie 1986, Bacău), cunoscut sub numele de scenă Speak, este un cântăreț român de muzică pop, producător muzical și vlogger.

## Biografie
Ștefan Sprianu s-a născut la Bacău.

## Viața personală
Speak a avut o relație cu Adelina Pestrițu, prezentatoare TV. În prezent este logodit cu Cristina Ștefania Codreanu, dansatoare și cântăreață de muzică pop, pe care a cerut-o de soție în emisiunea Asia Express.

## Discografie
- Lasă-mă-mi place (feat. Raluka & DOC) (2014)
- A lu' Mamaia (feat Delia) (2014)
- Îmi pare rău (feat. Alex Velea & DOC) (2015)
- Gelozia (Feli feat. Speak) (2015)
- Profund (2015)
- Stâng, drept (2015)
- Din întâmplare (2015)
- Zile, zile (2016)
- Ce ai cerut (2016)
- Noaptea pe oraș (2016)
- Are chef de iubit (2016)
- Ultimul drum (2016)
- Tu erai (feat. Guz) (2016)
- Libelulă (2017)
- Dau din Suflet (2017)
- Ce face cu tine, știe de la mine (2020)
- Să nu renunți (2021)